# Luge als Jocs Olímpics d'hivern de 2002
Als Jocs Olímpics d'Hivern de 2002 celebrats a la ciutat de Salt Lake City (Estats Units) es disputaren tres proves de luge, dues en categoria masculina i una en categoria femenina.
La competició tingué lloc entre els dies 10 i 13 de febrer de 2002 a les instal·lacions esportives del Utah Olympic Park. Hi participaren un total de 110 corredors, entre ells 81 homes i 29 dones, de 26 comitès nacionals diferents.

## Resum de medalles

### Categoria masculina
| Prova              | Or                                        | Argent                                    | Bronze                                |
| Individual Detalls | Armin Zöggeler                            | Georg Hackl                               | Markus Prock                          |
| Parelles Detalls   | Alemanya Patric Leitner · Alexander Resch | Estats UnitsMark Grimmette · Brian Martin | Estats Units Chris Thorpe · Clay Ives |

### Categoria femenina
| Prova              | Or         | Argent               | Bronze          |
| Individual Detalls | Sylke Otto | Barbara Niedernhuber | Silke Kraushaar |

## Medaller
| Posició | País         | Or | Argent | Bronze | Total |
| 1       | Alemanya     | 2  | 2      | 1      | 5     |
| 2       | Itàlia       | 1  | 0      | 0      | 1     |
| 3       | Estats Units | 0  | 1      | 1      | 2     |
| 4       | Àustria      | 0  | 0      | 1      | 1     |
|         |              |    |        |        |       |
| Total   | Total        | 3  | 3      | 3      | 9     |